# Стадио Олимпико
„Стадио Олимпико“ е основното и най-голямо спортно съоръжение в Рим.
Намира се в спортния комплекс Форо Италико, в северната част на града. Стадионът е собственост на Италианския Олимпийски Комитет, но се използва предимно за футболни срещи. Това е домът на тимовете от Серия А – Рома и Лацио. Използва се и от националните отбори по футбол и ръгби, както и за лекоатлетически състезания. Понякога бива арена на големи концерти и на други събития от различно естество.

## История на Стадио Олимпико
През цялата си история, Олимпийският стадион е претърпял няколко съществени преструктурирания и редизайн.

### 1937 година, Стадио дел Кипреси
В първите етапи, Олимпико се е наричал Стадио дел Кипреси. Той е проектиран и изграден като част от амбициозния комплекс Форум на Мусолини, който е преименуван на Италиански Форо Италико след войната.
Строителните работи започват още през 1927 година, под ръководството на инженер Анжело Фриза и архитект Енрико Дел Дебио. Съоръжението е завършено през 1932 година, като трибуните са били изградени директно върху терасирани насипи от пръст. През 1937 година започва да се изгражда конструкция с втори етаж стълби, но през 1940 година строителството прекъсва заради Втората Световна Война.

### 1953 година, Стадио деи Чентомия
През 1950 година, строителството на стадиона е възобновено. Проектът е поверен на архитектът Карло Рокатели. Той има като идея да се направи много по-сложна структура на стадиона, от познатите до този момент, но недостигът на финансови средства и екологичните особености на самия регион водят до доста по-изчистен вариант на проекта. Поради смъртта на главния архитект, работата е възложена на Анибал Вителоци. Стадионът е открит през 1953 година на 17 май, като той е с капацитет 100 000, от където идва и името му. Първият мач, който се изиграва на него е между Италия и Унгария.

### 1960 година, Стадио Олимпико
По време на летните олимпийски игри през 1960 година, стадионът е домакин на церемониите по откриването и закриването, а също и на състезанията по лека атлетика. Поради забрана за правостоящи по трибуните, капацитета на стадиона е 65000 зрители. Впоследствие, Олимпико е домакин на още няколко лекоатлетически състезания като Универсиадата през 1975 година, както и Световното първенство през 1987 година. Той и до днес се използва за годишната Златна гала на леката атлетика.

### 1990 година, преструктуриране и покриване на стадиона
За Мондиал`90, Стадио Олимпико е претърпял голяма реконструкция, тъй като той е основното съоръжение на първенството. Тъй като той е домакински стадион на Лацио и Рома, те са принудени да играят на Фламинио, докато текат строителните работи. От 1987 до 1990 година плановете се променят на няколко пъти, което увеличава общите разходи на проекта. В крайна сметка, Олимпико е разрушен изцяло и е изграден наново със стоманено-бетонна конструкция, с изключение на трибуна Тевере. Всички сектори са били покрити, а също така са поставени 2 големи табла. Новият стадион има капацитет от 82911 места, което го поставя на 14-о място в света и на второ в Италия, след Сан Сиро в Милано. Стадио Олимпико вече изглежда много по-модерно и впечатляващо от старата арена.
По време на Световното първенство по футбол, той е домакин на 5 от мачовете на националния отбор на Италия, а също и на финала между Германия и Аржентина, спечелен от бундестима с 1:0.
На 22 май 1996 година, стадионът е домакин и на финала от Шампионска лига, в който играят Ювентус и Аякс, спечелен от италианците след изпълнение на дузпи.

### 2008 година, Обновяването на Олимпико
През 2007 година започва вътрешно обновяване на стадиона, за да отговаря той на стандартите на УЕФА, позволяващи на него да се изиграе финалът на Шампионска лига през 2009 година. Реконструкциите са завършени през 2008 година, като при тях се прави подобрения на системите за сигурност, съблекалните, залата за пресконференции, пълна подмяна на седалките, поставят се LED екрани с висока разделителна способност на мястото на старите електронни табла, частично се премахват оградите от плексиглас между публиката и терена, а също така се намалява капацитета до 73261 места, но това става за сметка на повишения комфорт за зрителите. Изграждат се нови кафенета, в които зрителите могат да отпочинат по време на паузата между полувремената. Това позволява на стадиона да бъде квалифициран като Елитен по критериите на УЕФА.

## Капацитет на трибуните
- Трибуна Монте Марио – 16555
- Трибуна Тевере – 16397
- Южна трибуна – 8486
- Северна трибуна – 8520
- Югозападна дъга – 5747
- Югоизточна дъга – 5637
- Северозападна дъга – 5769
- Североизточна дъга – 5597